# Kościół św. Rocha w Tarnogrodzie
Kościół świętego Rocha – rzymskokatolicki kościół filialny należący do parafii Przemienienia Pańskiego w Tarnogrodzie.

## Historia
Jest to budowla wzniesiona w 1. połowie XVII wieku (1624?), jako kościół wotywny w związku z epidemiami, ufundowana zapewne przez Tomasza Zamoyskiego wojewodę podolskiego i kijowskiego, późniejszego kanclerza wielkiego koronnego. W 1668 roku została poświęcona przez dziekana leżajskiego, księdza Tomasza Kaczorkiewicza, remontowana m.in. w latach 1846-1847, odnowiona w 1907 i 1996 roku. 

## Architektura
Jest to kościół orientowany, wzniesiony z drewna, posiadający konstrukcję zrębową, postawiony na ceglanej podmurówce, oszalowany, wzmocniony lisicami. Posiada jedną nawę i składa się z nieco węższego prezbiterium zamkniętego trójbocznie, przy którym od strony północnej jest umieszczona zakrystia. Od strony zachodniej znajduje się otwarta kruchta pochodząca z XIX wieku, podparta czterema słupami. Wnętrze nakryte jest stropem płaskim z fasetą. Belka tęczowa fazowana z rozetą i datą 1624, jest podparta konsolkami z krucyfiksem rokokowym. Chór muzyczny drewniany jest podparty dwoma słupami. Świątynia nakryta jest dachem dwuspadowym obejmującym nawę i prezbiterium, znajduje się na nim wieżyczka na sygnaturkę obitą blachą, zakrystię nakrywa dach kalenicowy z trzema połaciami, obitymi gontem.

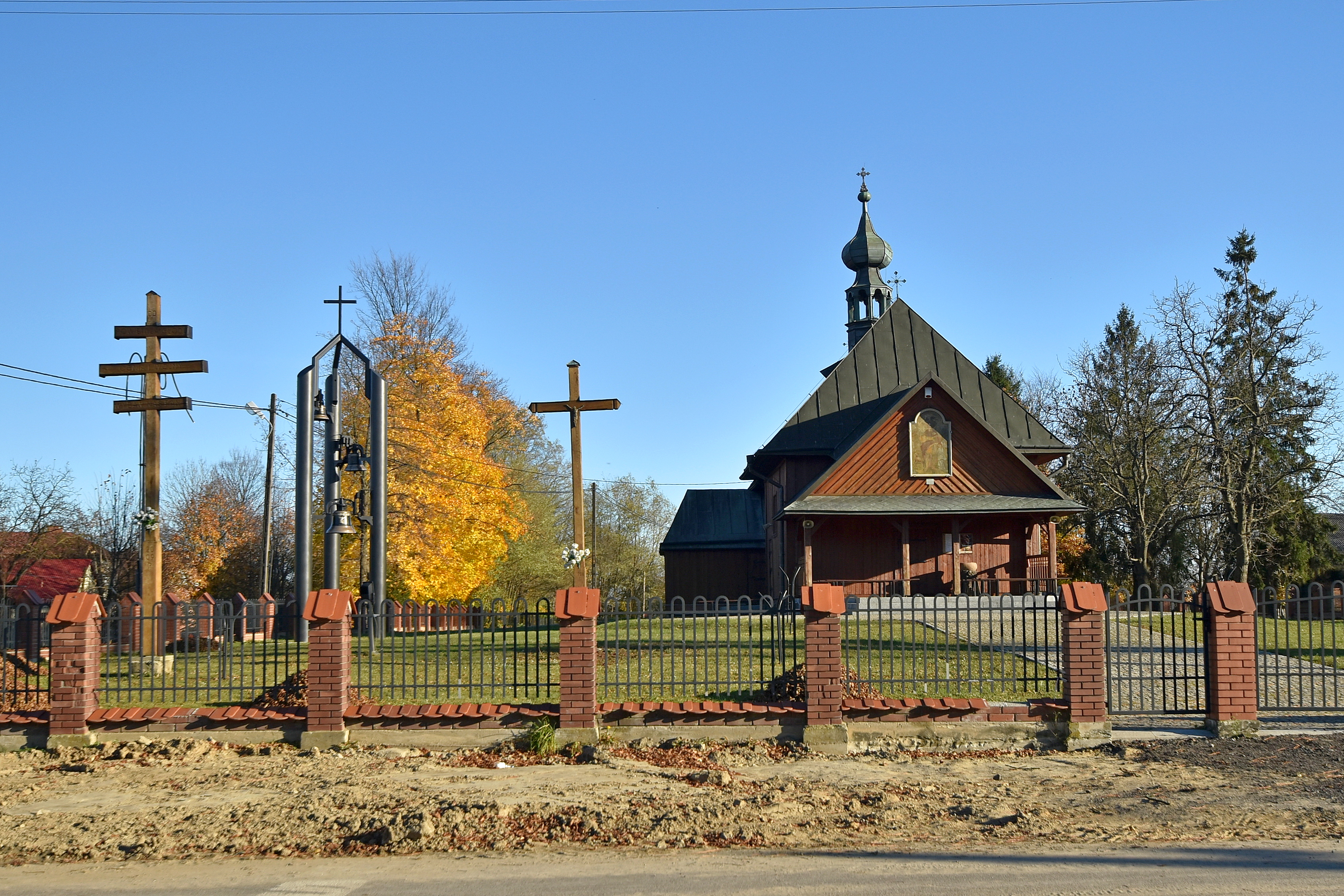
Widok ogólny
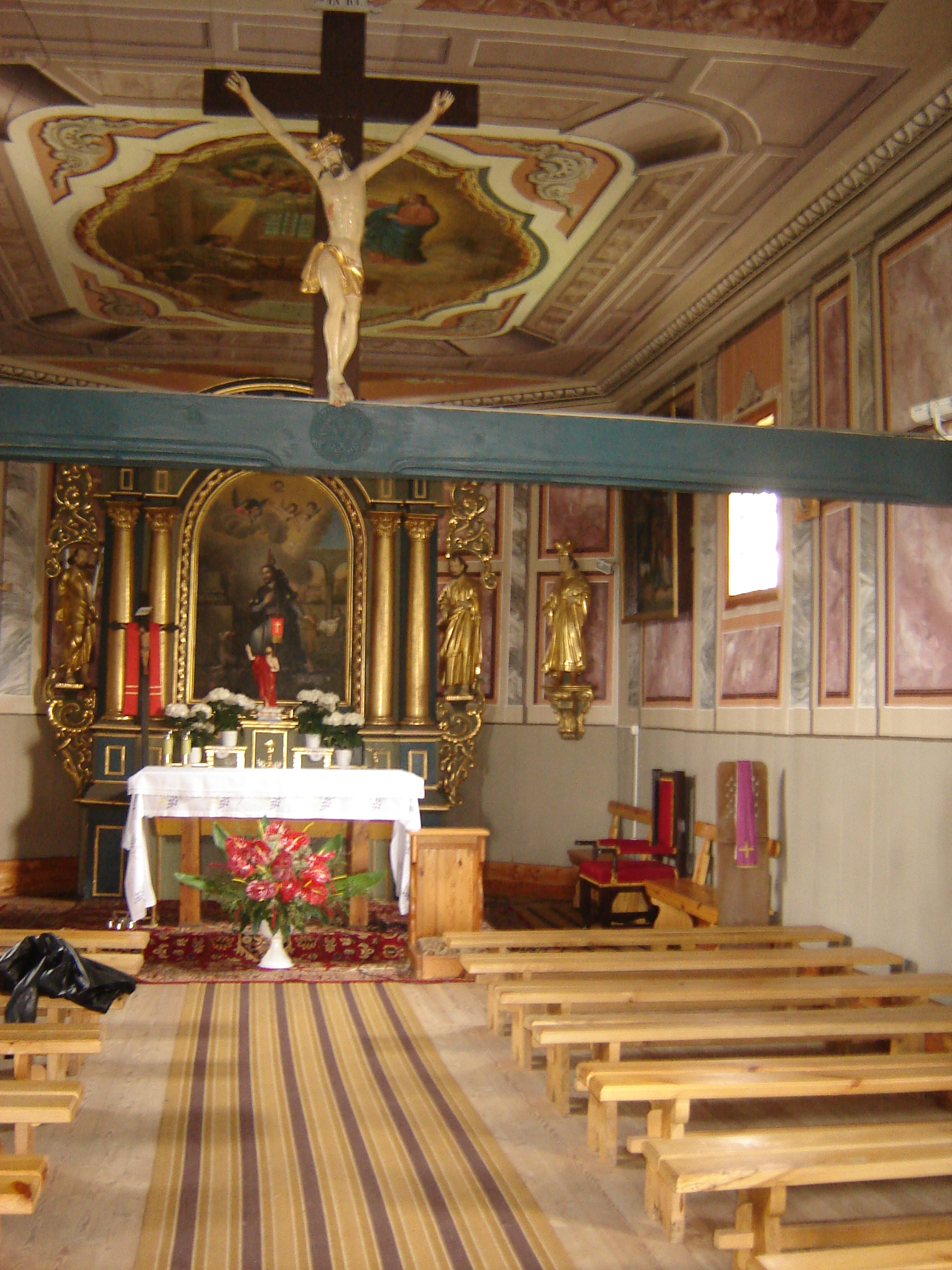
Wnętrze
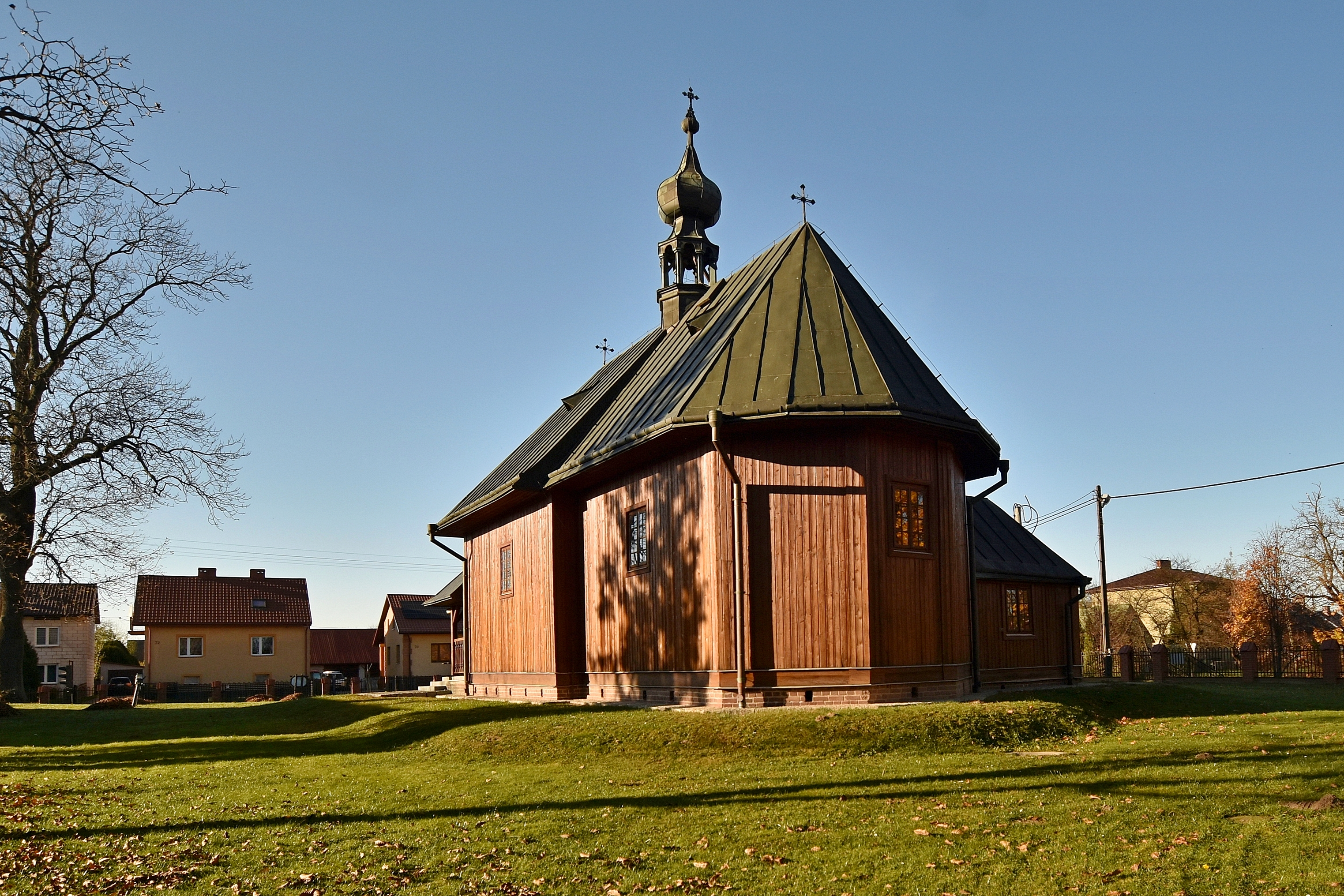
Widok od strony prezbiterium

## Wyposażenie

### Ołtarz
Ołtarz główny w stylu barokowym pochodzi z około połowy XVII wieku, znajdują się w nim dwie rzeźby apostołów oraz obraz św. Rocha z około połowy XIX wieku; przy ołtarzu na konsolkach są umieszczone rzeźby świętych Kazimierza i Zygmunta. 

### Obrazy
Świątynia posiada kilka obrazów: 
- św. Rocha z XVII wieku,
- Wręczenie kluczy św. Piotrowi, w stylu barokowym z 1. połowy XVIII wieku,
- św. Sebastian z XVIII wieku,
- św. Michała z XVIII wieku,
- Ukrzyżowanie, w stylu ludowym

### Pozostałe
- Organy w stylu barokowym pochodzą z XVIII wieku.
- Ławka w stylu barokowym pochodzi z XVIII wieku[2].